# ورزشگاه استقلال باکائو
ورزشگاه استقلال باکائو (انگلیسی: Independence Stadium) یک ورزشگاه فوتبال در شهر باکائو، گامبیا است.
این ورزشگاه که در سال ۱۹۸۴ تاسیس شده دارای ۴۰٬۰۰۰ نفر ظرفیت است و ورزشگاه خانگی  تیم ملی فوتبال گامبیا محسوب میشود.